# Dolní Benešov
Dolní Benešov är en stad i Tjeckien. Den ligger i den östra delen av landet, 260 km öster om huvudstaden Prag. Dolní Benešov ligger 227 meter över havet och antalet invånare är 4 314.
Terrängen runt Dolní Benešov är huvudsakligen platt, men åt sydväst är den kuperad. Dolní Benešov ligger nere i en dal. Runt Dolní Benešov är det mycket tätbefolkat, med 1 177 invånare per kvadratkilometer. Närmaste större samhälle är Ostrava, 15,7 km sydost om Dolní Benešov. Trakten runt Dolní Benešov består till största delen av jordbruksmark.